# District Court Act 2016
Der District Court Act 2016 ist ein neuseeländisches Gesetz, das die Einrichtung von Bezirksgerichten, deren Zuständigkeiten und Arbeit regelt. Das Gesetz zählt zu verfassungsgebenden Gesetzen des Landes.

## Gliederung des Gesetzes
Das Gesetz gliedert sich in folgende Abschnitte:
- Part 01 – Establishment of District Court (Einrichtung eines Bezirksgerichts)
- Part 02 – Judges (Richter)
- Part 03 – Community Magistrates (Magistrate der Gemeinschaft)
- Part 04 – Jurisdiction (Zuständigkeitsbereich)
- Part 05 – Transfer of proceedings (Übertragung von Verfahren)
- Part 06 – Procedure (Verfahren)
- Part 07 – Hearing (Anhörung)
- Part 08 – Judgments, orders, and removal of judgments (Urteile, Beschlüsse und Aufhebung von Urteilen)
- Part 09 – Appeals (Einsprüche)
- Part 10 – Enforcement of judgments (Vollstreckung von Urteilen)
- Part 11 – Miscellaneous and general provisions (Verschiedene und allgemeine Bestimmungen)[2]

## Ziele des Gesetzes
Die Ziele dieses Gesetzes sind:
- die Wiederherstellung der Bezirksgerichte als ein einziges Gericht mit Abteilungen für ein Familiengericht, ein Jugendgericht und ein Streitschlichtungsgericht; und
- um vorzusehen, dass-
  - die Zusammensetzung und die Zuständigkeit des Gerichts und
  - die Praxis und das Verfahren des Gerichts und
  - die Auswahl, die Ernennung, die Entlassung und die Arbeitsbedingungen der richterlichen und sonstigen Bediensteten des Gerichts und
- die Regelung aller sonstigen damit zusammenhängenden Fragen und
- die Transparenz der gerichtlichen Abläufe in einer Weise zu verbessern, die mit der richterlichen Unabhängigkeit vereinbar ist.[2]